# Колантонио
Колантонио, собственно Никколо Антонио (итал. Colantonio, Niccolò Antonio; ок. 1420, Неаполь — после 1460, Неаполь) — итальянский живописец раннего Возрождения, периода кватроченто неаполитанской школы. Известен главным образом тем, что между 1450 и 1455 годами был учителем Антонелло да Мессины.

## Биография
Сведений о жизни Никколо Антонио сохранилось немного. Упоминания о художнике имеются в письме 1524 года неаполитанского гуманиста эпохи Возрождения Пьетро Суммонте (1463—1526) венецианцу Маркантонио Михелю. Дата рождения около 1420 года принимается исходя из отсчёта от даты смерти. Колантонио действовал в Неаполе между 1440 и 1460 годами или позднее. Возможно, ему оказывал покровительство Рене Добрый Анжуйский, который правил Неаполем между 1438 и 1442 годами. Его последний зарегистрированный заказ исходил от королевы Изабеллы в 1460 году. Однако Суммонте сообщает, что художник умер молодым.

## Творчество
Произведения Колантонио показывают смешение нескольких культур. Альфонсо V Арагонский привозил в Неаполь художников из Испании, Бургундии, Прованса и Фландрии. Поэтому Колантонио формировал собственный стиль из многих источников и был одним из первых художников в Италии, изучивших методы ранней нидерландской живописи масляными красками. Возможно, он научился этим приёмам у фламандского художника Бартелеми д'Эйка — предполагаемого родственника Яна Ван Эйка, который, мог быть в Неаполе около 1440 года.
Основными сохранившимися работами Колантонио являются два больших алтаря, первый из которых был выполнен маслом на дереве для церкви Сан-Лоренцо-Маджоре, вероятно, заказанный Альфонсо около 1445 года и разрозненный в наполеоновский период. Основная панель — «Установление францисканского правления», композиция которого, вероятно, была вдохновлена фреской конца XIII века над дверью капитула, изображающей святого, передающего своё правление младшим монахам и бедным кларисам. Фреску можно увидеть в монастырском музее. Картина Колантонио хранится в Музее Каподимонте в Неаполе вместе с картиной «Святой Иероним в своей келье», которая также была частью алтаря. Другие панели меньшего размера находятся в разных коллекциях.
Второй алтарь происходит из церкви Сан-Пьетро-Мартире в Неаполе и изображает жизнь святого Винсента Феррера в одиннадцати сценах. В композицию алтаря входят портретные изображения Изабеллы и других членов королевской семьи. Отдельные панели алтаря ныне хранятся в музее Каподимонте.
В музее Тиссена-Борнемисы в Мадриде есть небольшое Распятие, которое Роберто Лонги и другие эксперты приписали Колантонио, а другие — Антонелло, но в настоящее время оно считается работой «анонимного валенсийского художника».
За пределами Неаполя Колантонио известен главным образом тем, что был учителем сицилийца Антонелло да Мессина, как сообщает Суммонте, вероятно, между 1445 и 1455 годами, который распространил элементы своего стиля и северной техники масляной живописи в иные регионы Италии. Другим учеником был Анджиоло Франко из Неаполя. Выдающийся испанский художник Педро Берругете, возможно, также был учеником.

## Галерея

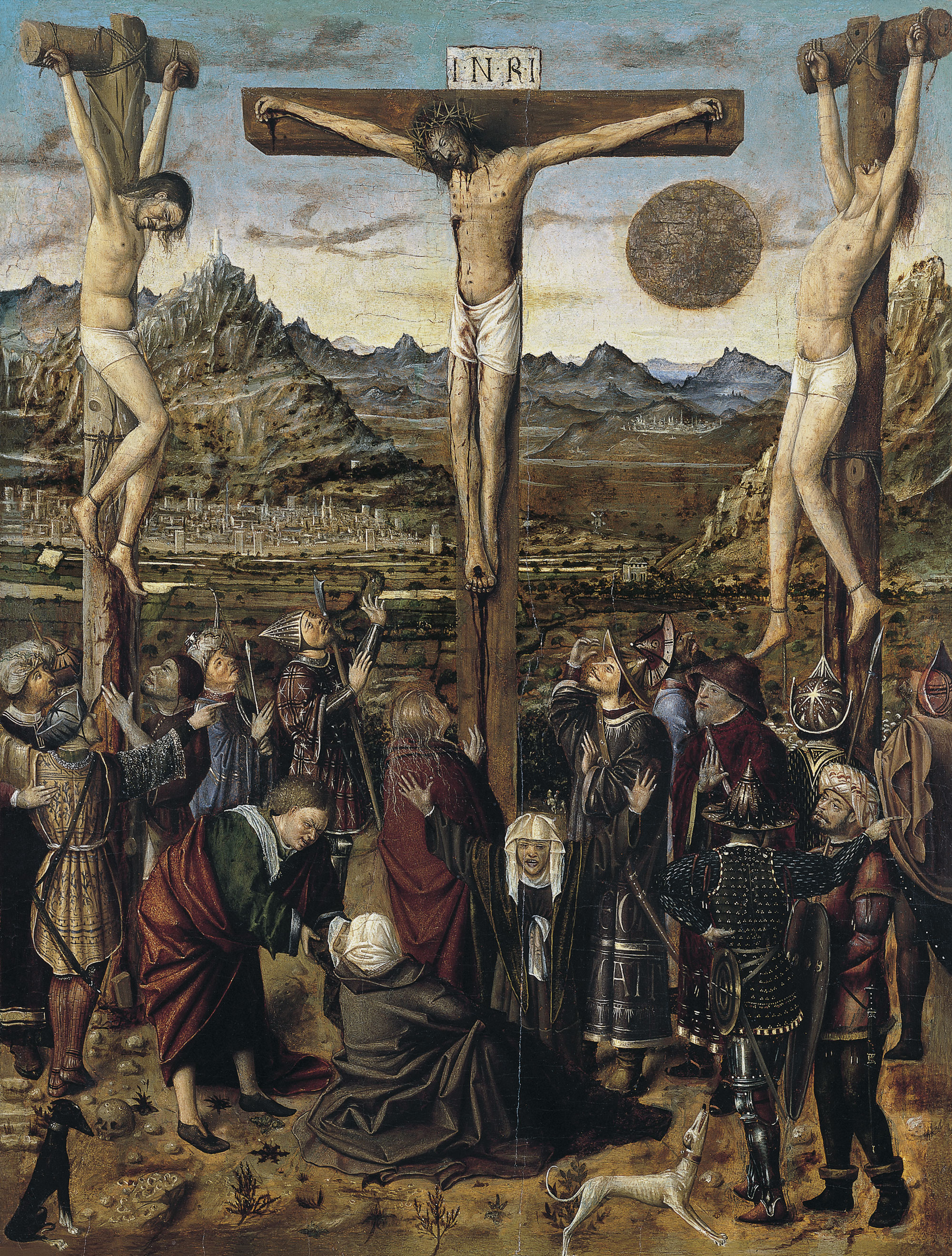
Распятие. Между 1450 и 1460. Дерево, масло. Музей Тиссена-Борнемисы, Мадрид
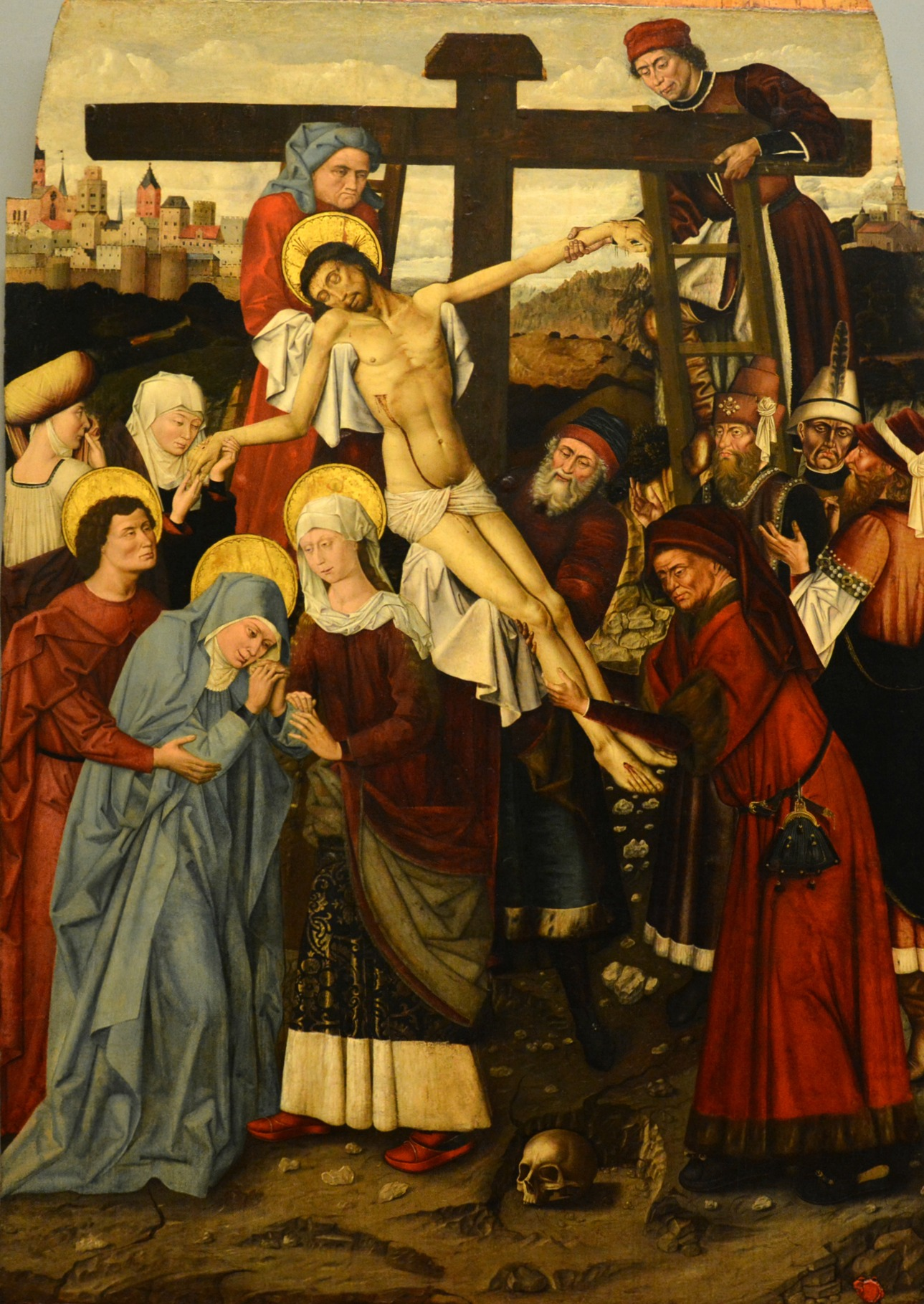
Снятие с креста. Дерево, масло. Музей Каподимонте, Неаполь
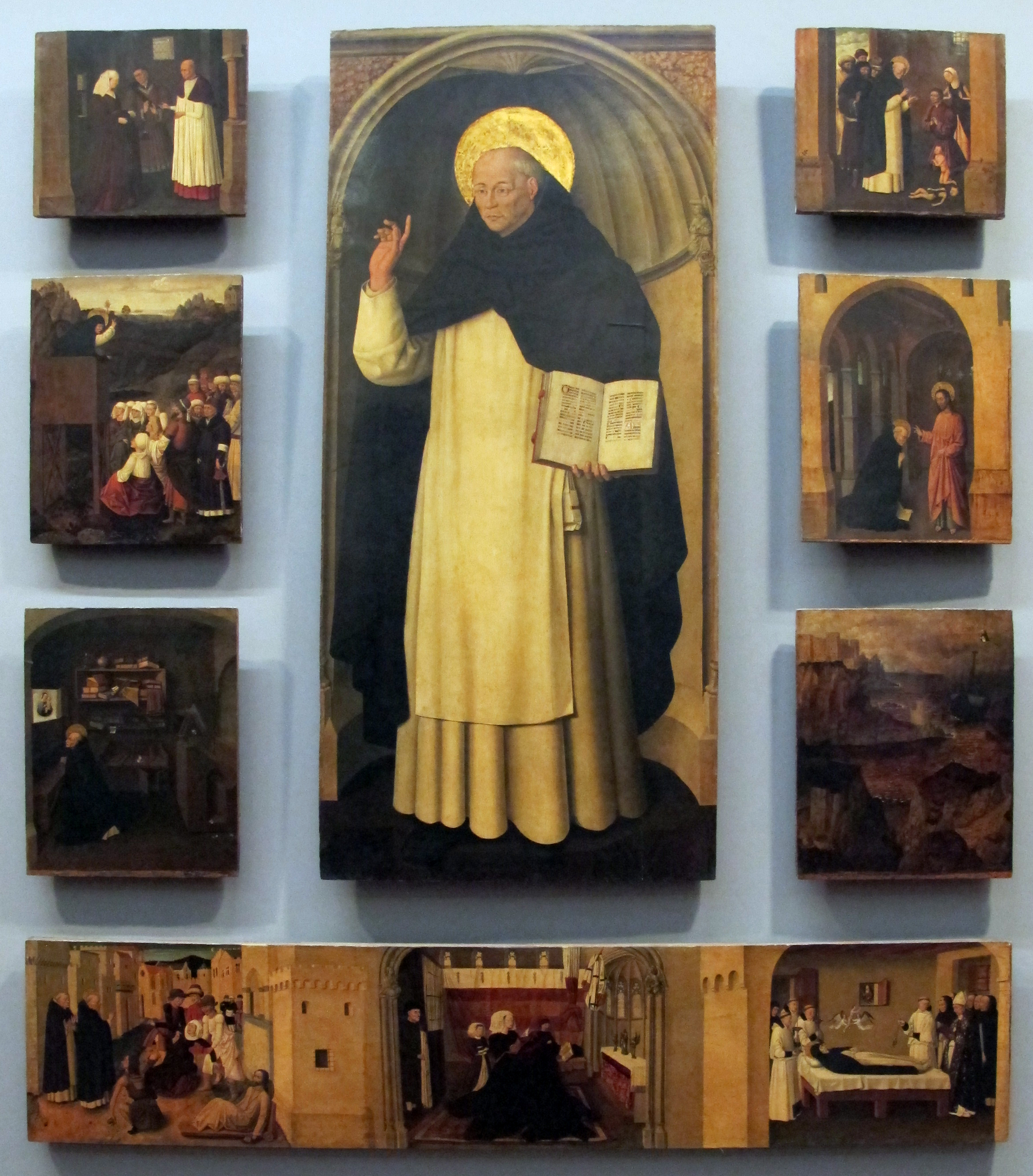
История Винсента Феррера. Панели алтаря. 1456-1458. Дерево, масло. Музей Каподимонте, Неаполь
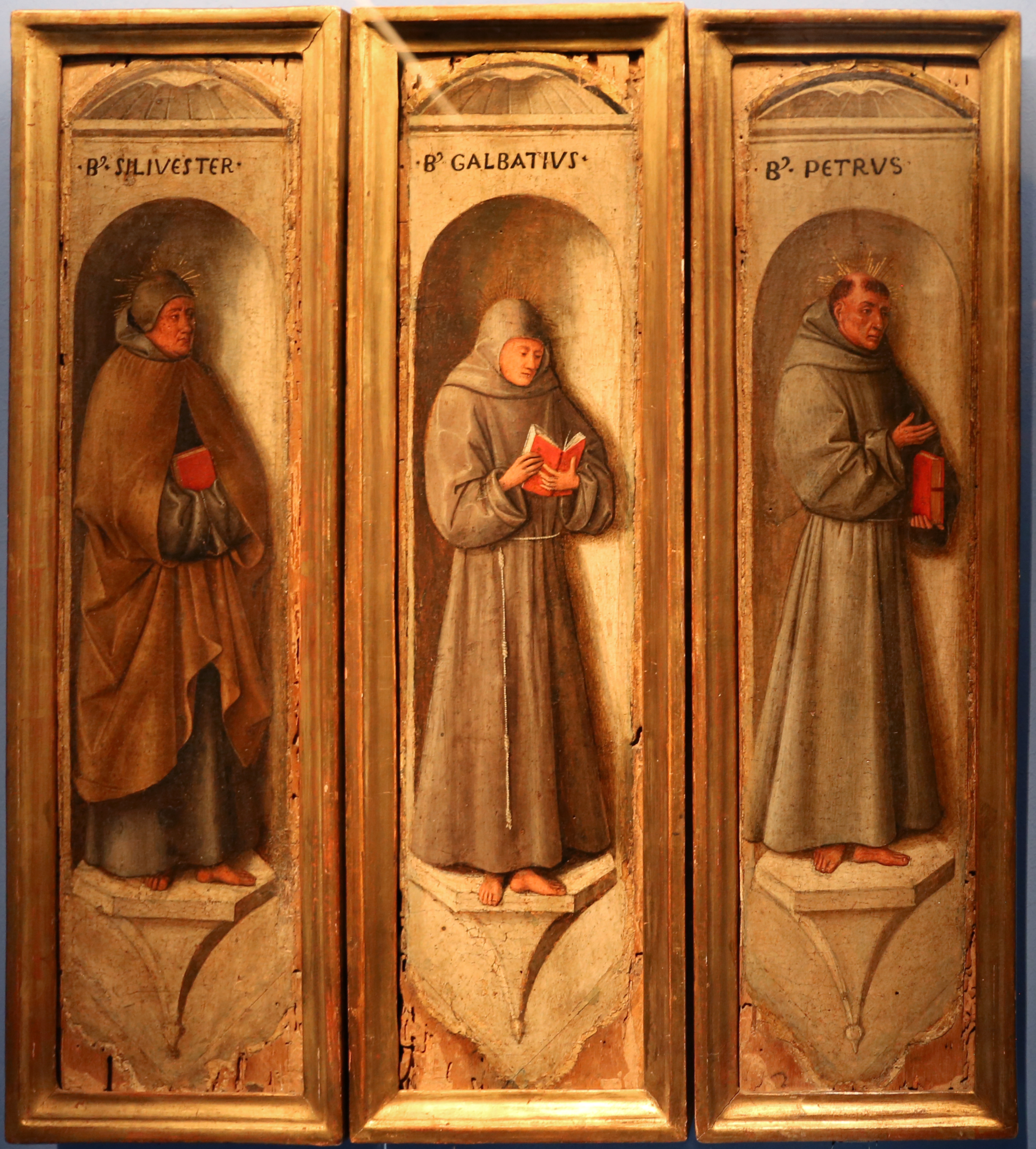
Святые Сильвестр, Гальбаций и Пётр. Между 1444 и 1450. Дерево, масло. Палаццо Чини, Венеция
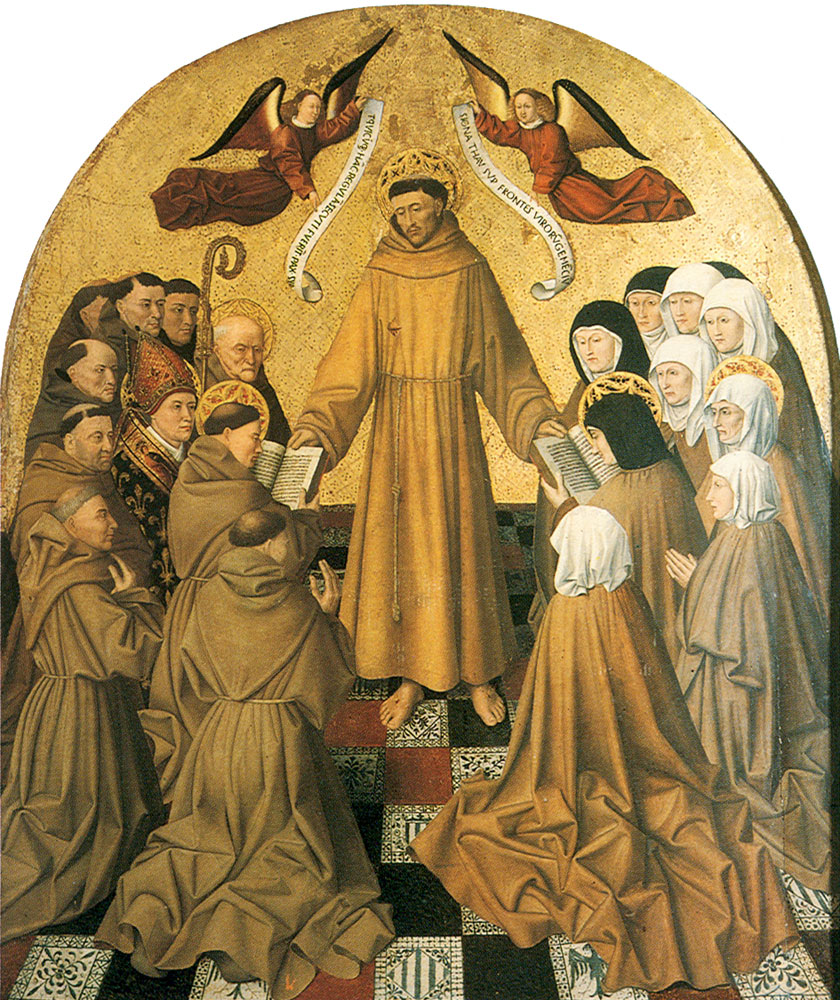
Установление францисканского правления. Между 1440 и 1470. Дерево, масло. Музей Каподимонте, Неаполь